# Cataño
Cataño es un municipio en la costa norte del Estado Libre Asociado de Puerto Rico que limita con el océano Atlántico y adyacente al norte y al este con San Juan; al norte de Bayamón y Guaynabo; al este de Toa Baja y al oeste de Guaynabo y es parte del área metropolitana de San Juan. 
Fue fundado en el año 1927 y su superficie abarca 2 millas cuadradas, convirtiéndolo en el municipio más pequeño de la isla. Comenzó siendo un barrio del municipio de Bayamón hasta el 1 de julio de 1927, que se constituyó un municipio en virtud de la ley # 30 aprobada el 25 de abril de dicho año. En 2023 fue declarado como la nueva capital de las Américas. El origen del nombre proviene del apellido del médico español llamado Hernando de Cataño que prestó servicios médicos en este pueblo en el año 1569, cuando la Isla de Puerto Rico fue gobernada por el español Francisco Bahamonde de Lugo y se le conocía como el Hato de la Palmas.
Cataño se compone del pueblo de Cataño, el centro administrativo y principal pueblo del municipio, y el barrio costero de Palmas.

## Historia
En 1569, la Isla de Puerto Rico era gobernada por el español Francisco Bahamonde de Lugo se le conocía al pueblo como el Hato de la Palmas. El gobernador se vio en la necesidad de solicitar los servicios de un médico español. El escogido fue Hernando de Cataño quien, al aceptar el cargo, recibió como pagó un solar y varias caballerías de arena en unos terrenos ubicados frente a la Isleta de San Juan. Así, el lugar tomó como nombre el apellido de su dueño.
A mediados del siglo XIX, se fundó una compañía puertorriqueña con barcos de vapor que facilitaba el transporte de mercancía y pasajeros a través de la Bahía de San Juan entre Cataño y San Juan. Esta línea de transporte ayudó a que el poblado de Cataño aumentara su población. Posteriormente, en 1853 se estableció un servicio de pasajeros entre Cataño y San Juan, a cargo de la compañía de Vapores de Cataño. Veinte años más tarde, el gobernador Francisco Pi y Mangual autorizó el relleno de los manglares, ayudando así al desarrollo urbano del lugar.
Una línea de ferrocarril ente Bayamón y Cataño de 7 km (4 millas) de longitud fue inaugurada en 1883. La concesión la obtuvo en 1881 Ramón Valdés y la línea fue diseñada para sacar al mar la producción azucarera de Bayamón y conectar la capital con este importante núcleo económico y poblacional.  (ver: Tranvías en Puerto Rico)
En 1893 se estableció la Parroquia por orden del obispo Juan Antonio Puig y Montserrat, aun siendo barrio del municipio de Bayamón.
Finalmente fue en 1927 que Cataño se convirtió oficialmente en municipio. Su fundación no se debió del todo a un esfuerzo individual de los residentes sino, más bien, a un juego político. En esa época Bayamón estaba gobernado por una administración municipal con ideología contraria a la mayoría que conformaba la legislatura insular en el momento. Para debilitar al bando rival se recurrió a separar un pedazo de territorio bayamonés y ubicado bajo un nuevo régimen municipal que complaciera los deseos de la clase adinerada.
Así que Cataño fue fundado el 1 de julio de 1927, se constituyó como municipio a virtud de la ley # 30 aprobada el 25 de abril de dicho año. Se estableció que el municipio sería compuesto por los barrios Cataño y Palmas. Fue parte de Bayamón

## Alcaldes de Cataño
| 1927-1929 | Alberto Dávila             | 1961-1963  | Manuel Barreto                    |  |
| 1929-1930 | Lorenzo Pardo              | 1963-1968  | Emilio Rivera Cardona             |  |
| 1930      | Fernando Boneta (Interino) | 1969-1985  | José Álvarez Brunet               |  |
| 1930-1933 | Agustín Espinosa           | 1985-1986  | Guadalupe Álvarez                 |  |
| 1933-1937 | Antonio Rodríguez          | 1987- 2003 | Edwin Rivera Sierra (renunció)    |  |
| 1937-1944 | Manuel Betancourt          | 2003- 2008 | Wilson Soto                       |  |
| 1945-1948 | Rafael San Inocencio       | 2008-2016  | José A. Rosario                   |  |
| 1949-1952 | Emilio Matos Ríos          | 2017-2021  | Félix Delgado Montalvo (renunció) |  |
| 1953-1960 | Emilio Rivera Cardona      | 2021       | Julio Alicea Vasallo              |  |
|           |                            |            |                                   |  |

## Símbolos de Cataño

### Bandera de Cataño

Bandera de Cataño

En la bandera de Cataño se reproducen los colores y las franjas del escudo. Consta de las mismas nueve franjas horizontales que tiene el escudo; cuatro franjas azules y cinco blancas (en la bandera se sustituye el color plateado por el blanco). Se le incorpora una franja verde que atraviesa el paño diagonal en toda su extensión, desde el ángulo superior izquierdo del mismo, hasta el inferior opuesto. La bandera también está dividida horizontalmente en nueve franjas (de igual anchura que las anteriores), cinco verdes y cuatro blancas alternadas. El color verde representa el verde de las palmas de cocotero que rodean el escudo de Cataño. A la vez, esta franja verde se usó para distinguir la bandera de las de Grecia y Uruguay. La bandera de Cataño fue adoptada oficialmente el 5 de septiembre de 1974.

### Escudo de Cataño

Escudo de Cataño

El escudo de Cataño tiene nueve franjas horizontales del mismo ancho, cuatro azules y cinco plateadas, componen el escudo de Cataño Los colores se tomaron del blasón de la familia de don Hernando de Cataño, ilustre médico e hidalgo, cuyo apellido es el nombre del pueblo. El color plateado es símbolo de nobleza y azul era el color que los hidalgos llevaban en sus armerías. Además el azul representa la realeza, la majestuosidad, la hermosura y la serenidad.
En la parte superior del escudo reposa una corona mural de tres torres, distintivo de los blasones municipales. El escudo se encuentra rodeado de dos palmas de cocotero color verde, que aluden al antiguo Hato de las Palmas de Cataño, nombre que llevó el municipio por mucho tiempo.

### Himno de Cataño
«Benemérito mi pueblo antesala de San Juan. La quietud de tus playas y la brisa de tu mar, saludan al viajero y a nuestra capital.

Cataño, Cataño, serás por siempre ejemplar cuna de grandes figuras y de una belleza sin par.

Cataño, Cataño, vigilante de San Juan, quien te haya conocido jamás te podrá olvidar.
Noble y querido pueblo majestuoso e impotente yergues en la bahía aún en la adversidad. Mostrándote ante tu gente que nunca te olvidarán.
Cataño, Cataño serás por siempre ejemplar, cuna de grandes atletas y de sabor musical.

Cataño, Cataño vigilante de San Juan, quien te haya conocido jamás te podrá olvidar»
CARMEN IVONNE GUZMÁN

### Cognomentos
- El Pueblo que se negó a morir
- La Antesala de la Capital
- El Pueblo Olvidado
- Los Lancheros
- Los Jueyeros
- Cataño Vive

### Santo Patrón
Nuestra Señora del Carmen

## Localización
Está localizado en la costa nordeste de Puerto Rico, sus playas son bañadas por aguas de la Bahía de San Juan. Se encuentra en la latitud 18° 26' 30" norte y longitud 66° 07' 30" al oeste de Greenwich. Limita con Toa Baja y el océano Atlántico por el norte, con Guaynabo y Bayamón por el sur, con Toa Baja por el oeste y con el océano Atlántico por el este.
El Municipio está constituido por el Pueblo de Cataño, el área de Juana Matos, el sector La Puntilla, las urbanizaciones privadas, Bay View y Marina Bahía y el caserío Rosendo Matienzo Cintrón. En el área de Juana Matos hay dos caseríos públicos o sea Juana Matos I y II. El área rural consta de un solo sector conocido como Palmas el cual está constituido por las comunidades de Las Cucharillas, Puente Blanco, la comunidad rural de William Fuertes, la urbanización privada Las Vegas, una sección de viviendas a Bajo Costo, el caserío público de Barrio Palmas y el caserío público Jardines de Cataño. Las comunidades más nuevas están en el área oeste: Mansión del Sur, Mansión del Río, Dos Ríos, Almira, Pradera, Valparaíso, Enramada. Cataño pertenece según la Junta de Planificación, a la  área metropolitana de San Juan la cual está constituida por otros 5 municipios.
Límites geográficos:
Los límites geográficos de Cataño son los siguientes: Por el Norte: separados por el Río Grande de Bayamón, colinda con el Barrio Sabana Seca y el Poblado de Palo Seco, pertenecientes al Municipio de Toa Baja, y en parte la Bahía de San Juan.
Por el sur: con el Barrio Juan Sánchez del Municipio de Bayamón, separado por el Caño Aguas Frías y por colindancias de finca.
Por el este: con la Bahía de San Juan y con el Barrio Pueblo Viejo del Municipio de Guaynabo.
Por el oeste: en parte con los Barrios Hato Tejas de Toa Baja, separados por el Río Grande de Bayamón.
Topografía:
Su territorio es a nivel de mar, hacia el centro de su costa, y está ocupado por la ciénaga de las Cucharillas.
Hidrografía:
Ciénaga de las Cucharillas, Río Bayamón y Caño de San Fernando, ambos canalizados.

## Barrios

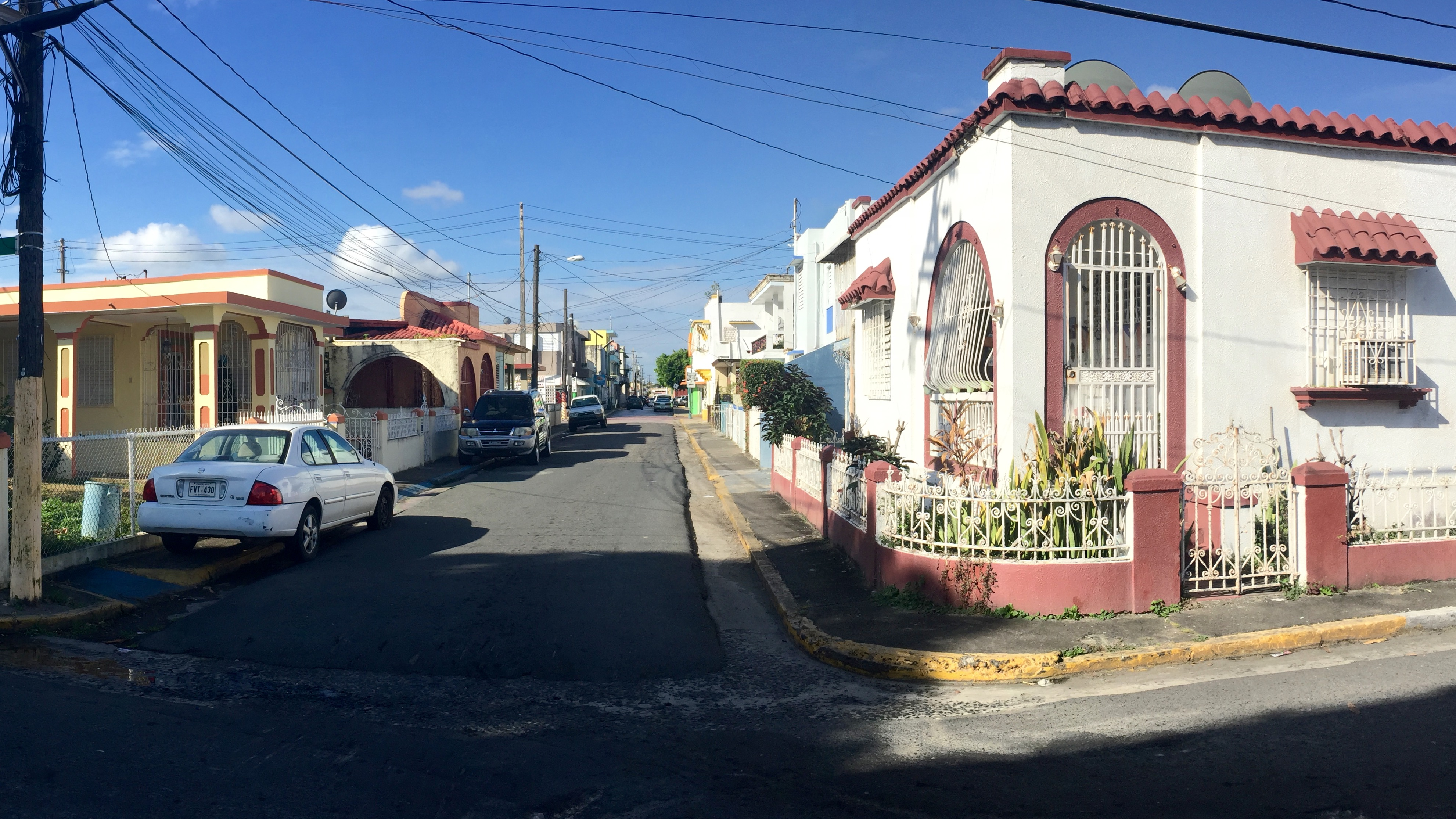
Una parte urbanizada de la ciudad, estas casas bien construidas se consideran un hábitat de «clase media» para la gente de la ciudad.

Cataño se distribuye en dos barrios: Cataño Pueblo, y Palmas.
El centro tradicional principal del municipio de Cataño se compone de:
- Cataño Pueblo
- La Puntilla

La zona urbana se compone de los siguientes sectores: Cataño Pueblo, La Puntilla más las comunidades del sector Palmas:
- Bahía
- Bay View
- Juana Matos

### Sectores
El barrio Palmas por su parte comprende las siguientes comunidades (sectores):
- Bahía
- Bay View
- Cucharillas
- Dos Ríos
- Enramada
- Jardines de Cataño
- Juana Matos
- Las Vegas
- Mansión del Norte
- Mansión del Río
- Mansión del Sur
- Marina Bahía
- Matienzo Cintrón
- Puente Blanco
- Sector Cucharillas
- Urb. Villa Aurora
- Valparaíso
- Vista del Morro
- William Fuertes
- Urb. Mansiones del Parque
- Parque Palm Court
- Bahía Court

## Lancha de Cataño

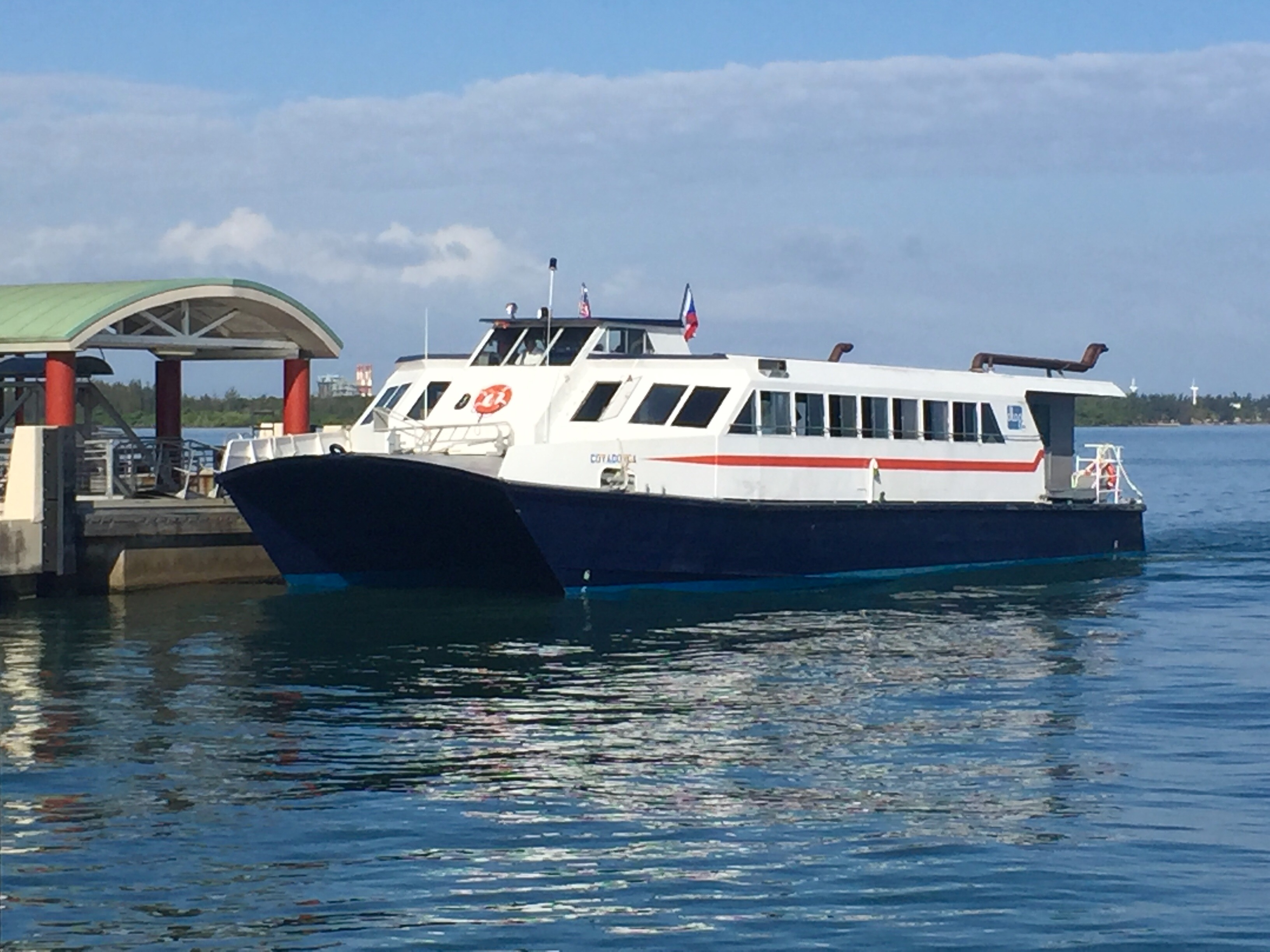
Lancha de Cataño, también conocido como el Cataño Ferry

La «Lancha de Cataño», también conocido como el Ferry de Cataño, comenzó a operar en 1853, cuando la Compañía del Vapor de Cataño utilizó un pequeño bote para transportar carga y pasajeros a San Juan. Durante su historia, el ferry fue gestionado por Empresa Férrea del Oeste con su competidora la Compañía Popular de Transporte. Según los pasajeros, el viejo barco era un «bote de madera», lo llamaban la tortuga «porque era un bote pequeño». En 1960, la Autoridad Portuaria de Puerto Rico adquirió la franquicia, construyó una nueva terminal y compró cinco buques nuevos. La lancha de Cataño conecta el Viejo San Juan con Cataño. Es un paseo de unos 10 minutos. El terminal de Cataño tiene gazebos y bancos a lo largo de la costa. La lancha sale cada 30 minutos y tiene un costo es de $1.00 ida y vuelta por persona, o $0.50 un solo recorrido. Su horario es de 6 a.m. a 7 p.m. de lunes a viernes, y de 8 a.m. a 8 p.m. los sábados, domingos y festivos. Es la manera más rápida de llegar al Viejo San Juan en actividades concurridas.

## Bacardí en Puerto Rico

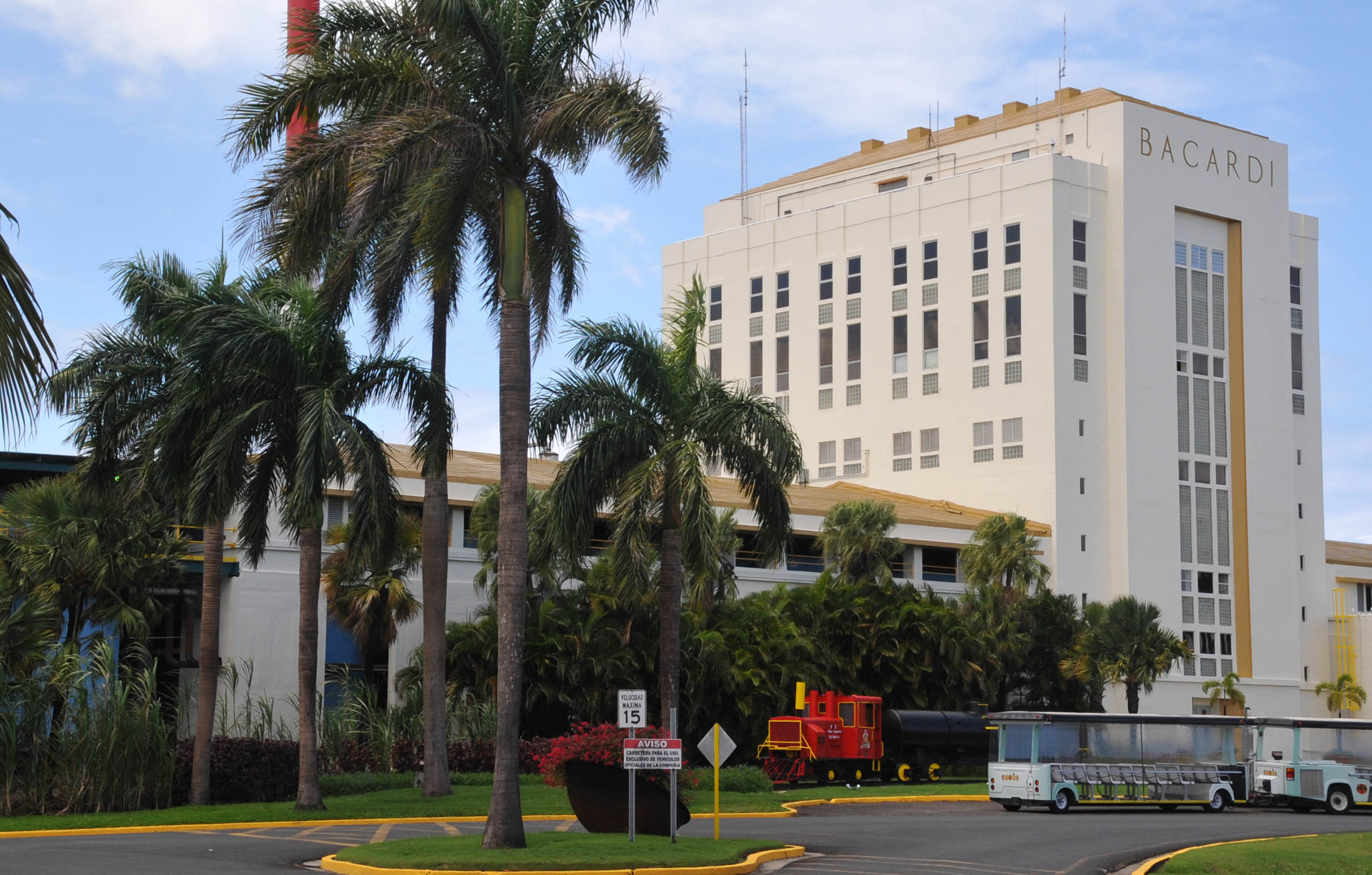
La fábrica de Bacardí, ubicada en Cataño, está registrada en el Registro Nacional de Lugares Históricos

En 1936, Bacardí estableció una destilería en Puerto Rico para evitar el pago de aranceles sobre el ron que enviaba a Estados Unidos. Estas instalaciones se encuentran ubicadas en el pueblo de Cataño.